# シンドビスウイルス
シンドビスウイルス（Sindbis virus（SINV））は、トガウイルス科アルファウイルス属のウイルスである。このウイルスは1952年にエジプトのカイロで初めて分離された。このウイルスは蚊（イエカとCuliseta）により媒介される。SINVはポゴスタ病（フィンランド）、オッケルボー病（スウェーデン）、カレリア熱（ロシア）に関連している。ヒトでは症状に関節痛、発疹、倦怠感などがある。シンドビスウイルスは、ユーラシア、アフリカ、オセアニアの昆虫や脊椎動物に広く継続的に見つかっている。しかし、ヒトにおける臨床的な感染と疾患は、SINVが流行し、大規模なアウトブレイクが断続的に発生する北ヨーロッパ（フィンランド、スウェーデン、ロシア領カレリア）からしかほとんど報告されていない。オーストラリア、中国、南アフリカでも稀に症例が報告されている。
SINVはアルボウイルスであり、節足動物により媒介され、自然界では脊椎動物（鳥類）の宿主と無脊椎動物（蚊）のベクターとの間の感染により維持されている。ヒトは感染した蚊に刺されるとシンドビスウイルスに感染する。

## ウイルス生理学

### 構造、ゲノム、複製
シンドビスウイルスは正二十面体のカプシドを持つエンベロープ粒子で、プラス1本鎖RNAゲノムを持ち、その大きさは約11.7kbである。RNAは5'-capと3'-polyadenylated tailを持ち、宿主細胞内で直接メッセンジャーRNA（mRNA）として機能する。 ゲノムには4つの非構造タンパク質、カプシド、2つのエンベロープタンパク質がコードされている。これは全てのトガウイルスに見られる特徴である。複製は細胞質内で急速に行われる。ゲノムRNAは5'末端で部分的に翻訳され、非構造タンパク質を生成し、それがゲノムの複製と新しいゲノムRNAと短いサブゲノムRNA鎖の生成に関与する。このサブゲノム鎖は構造タンパク質に翻訳される。ウイルスは宿主細胞表面で集合し、出芽によってエンベロープを獲得する。
シンドビスウイルスのゲノム複製には、ノンコーディングRNAが必要であることが分かっている。
シンドビスウイルスのRNA間で組換えが証明されている。組換えのメカニズムは、RNA複製の際のtemplate switching（copy choice）にあるようである。

## 関連記事
- en:Alphavirus infection